# Flémalle-Haute
Flémalle-Haute är en ort i Belgien.   Den ligger i provinsen Liège och regionen Vallonien, i den östra delen av landet, 80 km öster om huvudstaden Bryssel. Flémalle-Haute ligger 175 meter över havet och antalet invånare är 25 144.
Terrängen runt Flémalle-Haute är platt norrut, men söderut är den kuperad. Runt Flémalle-Haute är det tätbefolkat, med 459 invånare per kvadratkilometer.. Närmaste större samhälle är Liège, 9,4 km öster om Flémalle-Haute. 
Runt Flémalle-Haute är det i huvudsak tätbebyggt.